# Passzív transzport
A passzív transzport folyamat, melynek során – a koncentrációgradiensnek megfelelvén, így a folyamat energiát nem igényel – egyes vegyületek gyorsabban, mások lassabban vagy egyáltalán nem haladnak át egy membránon. Az ozmózison kívül ide sorolható a diffúzió is.

## Ioncsatornákon keresztüli iontranszport
Ha az ioncsatorna nyitott, az ionok áthaladnak a membránon, az elektrokémiai gradiens irányába. A nyitás, zárás szabályozása lehet feszültségfüggő, mechanikusnyomás-függő, továbbá ligandfüggő, melynek során egy ligandum nyitja a csatornát. A transzport akkor lehet passzív, ha:
{\displaystyle 2{,}3RT\cdot {log}({\frac {c_{1}}{c_{2}}})+zFV<0}, ahol F a Faraday-állandó, z az ion elemitöltés-száma, V a membrán két oldala közti potenciálkülönbség, c1, illetve c2 az ion koncentrációja a membrán két oldalán, és R az egyetemes gázállandó.

## A biológiában
A sejtmembránon keresztül is folyik passzív transzport, különböző membránfehérjék (jórészt glikoproteinek) által. Facilitált diffúzióra példa a glükóztranszport, melyre kilenc transzporter ismert, továbbá a klorid–bikarbonát-cseretranszporter.

### Facilitált diffúzió
Facilitált diffúzió esetén a membránfehérjék konformációs változása teszi lehetővé az átjutást. A konformációváltozás reverzibilis, megtörténte általában az anyag koncentrációgradiensétől függ.